# Galen Robinson Jr.
Galen Vondell Robinson Jr. (Houston, Texas, 31 de marzo de 1997) es un baloncestista estadounidense que pertenece a la plantilla de los Birmingham Squadron de la G League. Con 1,85 metros de estatura, juega en la posición de base. 

## Trayectoria deportiva
Jugó durante cuatro temporadas con los Houston Cougars de la Universidad de Houston en Texas.
Tras no ser elegido en el Draft de la NBA de 2019, firmó con los San Antonio Spurs para disputar la Liga de verano de la NBA de 2019 y el 15 de octubre de 2019, firmó un acuerdo con San Antonio Spurs, pero fue rescindido al día siguiente. Diez días después, firmó con los Austin Spursde la NBA G League, donde jugó en 30 partidos y promedió 8.1 puntos, 2.3 rebotes y 4.6 asistencias en 23.3 minutos antes de que la temporada fuera cancelada debido a la pandemia de COVID-19. 
El 29 de septiembre de 2020, Robinson firmó con BG Göttingen de la Basketball Bundesliga, donde promedió 7.1 puntos, 1.0 rebotes y 3.8 asistencias. El 11 de enero de 2021, se marchó del club.
El 21 de febrero de 2021, Robinson volvió a firmar con los Austin Spurs de la NBA G League, logrando en su primer partido  14 asistencias, la mejor marca de su carrera, en una derrota 122-107 ante los Delaware Blue Coats. En 2021, jugó en ocho partidos y promedió 7.8 puntos, 6.4 asistencias y 1.38 robos.
El 16 de marzo recibió el Premio a la Deportividad Jason Collier.
El 30 de octubre de 2022, firma por el Élan Chalon de la LNB Pro B.
El 29 de octubre de 2023 firmó con los Birmingham Squadron de la G League.